# Salix yoitiana
Salix yoitiana är en videväxtart som beskrevs av Arika Kimura. Salix yoitiana ingår i släktet viden, och familjen videväxter. Inga underarter finns listade i Catalogue of Life.